# Paul de Sève
Paul de Sève (1586-1643) est un important financier issu de la bourgeoisie lyonnaise qui compte plusieurs échevins de la ville, dont son frère aîné sous le règne de Louis XIII.

## Biographie
Rapidement nommé secrétaire du roi, il contracte un mariage important avec Louise Compain, fille d'un autre secrétaire du roi, apparentée aux grands banquiers de l'époque les frères Thomas Bonneau et Jacques Bonneau, fermiers généraux des Gabelles de France, ainsi qu'aux Le Tellier, famille ministérielle. Il participa aux grandes combinaisons financières des années 1630 avec les Bonneau ainsi qu'avec son cousin Michel Antoine Scarron, autre fermier général des Gabelles de France. 
Il intervint souvent avec son cousin le fermier général dans les adjudications -les baux disait-on alors- comme croupier  par exemple dans les baux Philippe Hamel de 1632-1640 puis en 1641-1643  Lui-même devient fermier général du convoi de Bordeaux de 1632 à sa mort et directeur général de la Compagnie des Indes orientales. 
Il est une des rares familles de grands financiers à ne pas être inquiétée lors de la chambre de justice de 1661 réunie lors du procès Fouquet, qui a souvent appliqué avec rigueur les consignes de Colbert. 

## Repères bibliographiques
- Françoise Bayard, Le monde des financiers au XVIIe siècle, éditions Flammarion, 1988
- J. Pasquier, L’impôt des gabelles en France aux XVIIe et XVIIIe siècles, 1978